# Bertula delosticha
Bertula delosticha là một loài bướm đêm trong họ Erebidae.